# Beschwerdevorentscheidung
Eine Beschwerdevorentscheidung ist eine nach dem österreichischen Verwaltungsverfahrensrecht zulässige Entscheidungsform, wonach die betroffene Verwaltungsbehörde selbst über eine gegen einen von der Behörde erlassenen Bescheid erhobene Beschwerde entscheidet. Rechtsgrundlage ist § 14 Verwaltungsgerichtsverfahrensgesetz, wonach es der Behörde frei steht, den angefochtenen Bescheid innerhalb von zwei Monaten nach Einlangen der Beschwerde bei der betreffenden Behörde aufzuheben, abzuändern oder die Beschwerde zurückzuweisen oder abzuweisen.
Jede Partei kann gemäß § 15 Verwaltungsgerichtsverfahrensgesetz binnen zwei Wochen nach Zustellung der Beschwerdevorentscheidung bei der Behörde einen sogenannten Vorlageantrag stellen. In diesem Fall ist die Beschwerde dem zuständigen Verwaltungsgericht zur Entscheidung vorzulegen.
Für den Bereich der Steuern und Abgaben sieht die Bundesabgabenordnung ein ähnliches Rechtsinstitut vor. Hier gilt eine Frist von einem Monat für die Stellung des Vorlageantrags (§ 264 BAO).

## Berufungsvorentscheidung
Ein der Beschwerdevorentscheidung entsprechendes Rechtsinstitut sieht § 64a AVG für jene Fälle vor, in denen eine Berufung eingelegt werden kann.
Bis zum 31. Dezember 2013 war die Berufung das gebräuchliche Rechtsmittel gegen Bescheide von Behörden in erstinstanzlichen Verfahren, wobei über Berufungen jeweils die übergeordnete Verwaltungsinstanz (administrativer Instanzenzug) bzw. von 1991–2013 in gewissen Materien der Unabhängige Verwaltungssenat entschieden hat. Seit dem 1. Jänner 2014 ist jedoch in der Regel als Rechtsmittel gegen Bescheide eine Beschwerde beim Bundesverwaltungsgericht, einem Landesverwaltungsgericht oder dem Bundesfinanzgericht vorgesehen. Die Berufungsvorentscheidung spielt seit dem 1. Jänner 2014 nur noch in Verfahren in den Angelegenheiten des eigenen Wirkungsbereiches der Gemeinde eine Rolle, da nur noch dort eine Berufung als Rechtsmittel vorgesehen ist.